# Baarle-Hertog
Baarle-Hertog (französisch Baerle-Duc) ist eine belgische Exklave in den Niederlanden, administrativ den Kempen der flämischen Provinz Antwerpen zugehörig. Am 1. Januar 2024 hatte Baarle-Hertog 3001 Einwohner. Die Gesamtgröße beträgt 7,48 Quadratkilometer, was zu einer Bevölkerungsdichte von 401 Einwohnern pro Quadratkilometer führt.

## Grenzverlauf

Der Grenzverlauf zwischen Belgien und den Niederlanden bei Baarle-Hertog

Baarle-Hertog ist als Teil des Grenzortes Baarle für die komplizierte Grenzziehung zu Baarle-Nassau in den Niederlanden bekannt. Baarle-Hertog besteht insgesamt aus 24 separaten Landstücken. Abgesehen vom Hauptgebiet Zondereigen nördlich der belgischen Gemeinde Merksplas befinden sich 20 belgische Exklaven innerhalb der niederländischen Hauptgrenzen und drei andere Gebiete dicht an der niederländisch-belgischen Grenze. Innerhalb der belgischen Exklaven liegen wiederum sieben niederländische Enklaven, davon sechs im größten belgischen Gebiet und eine siebte im zweitgrößten. Eine achte niederländische Enklave liegt in Zondereigen. 
Die Staatsgrenze verläuft in der Stadt durch einige Gebäude. Als die niederländischen Gesetze noch eine frühere Schließung von Restaurants verlangten als die belgischen, wurde dies in grenzdurchquerten Restaurants so gehandhabt, dass die betroffenen Gäste an andere Tische wechseln mussten. 

## Bilder

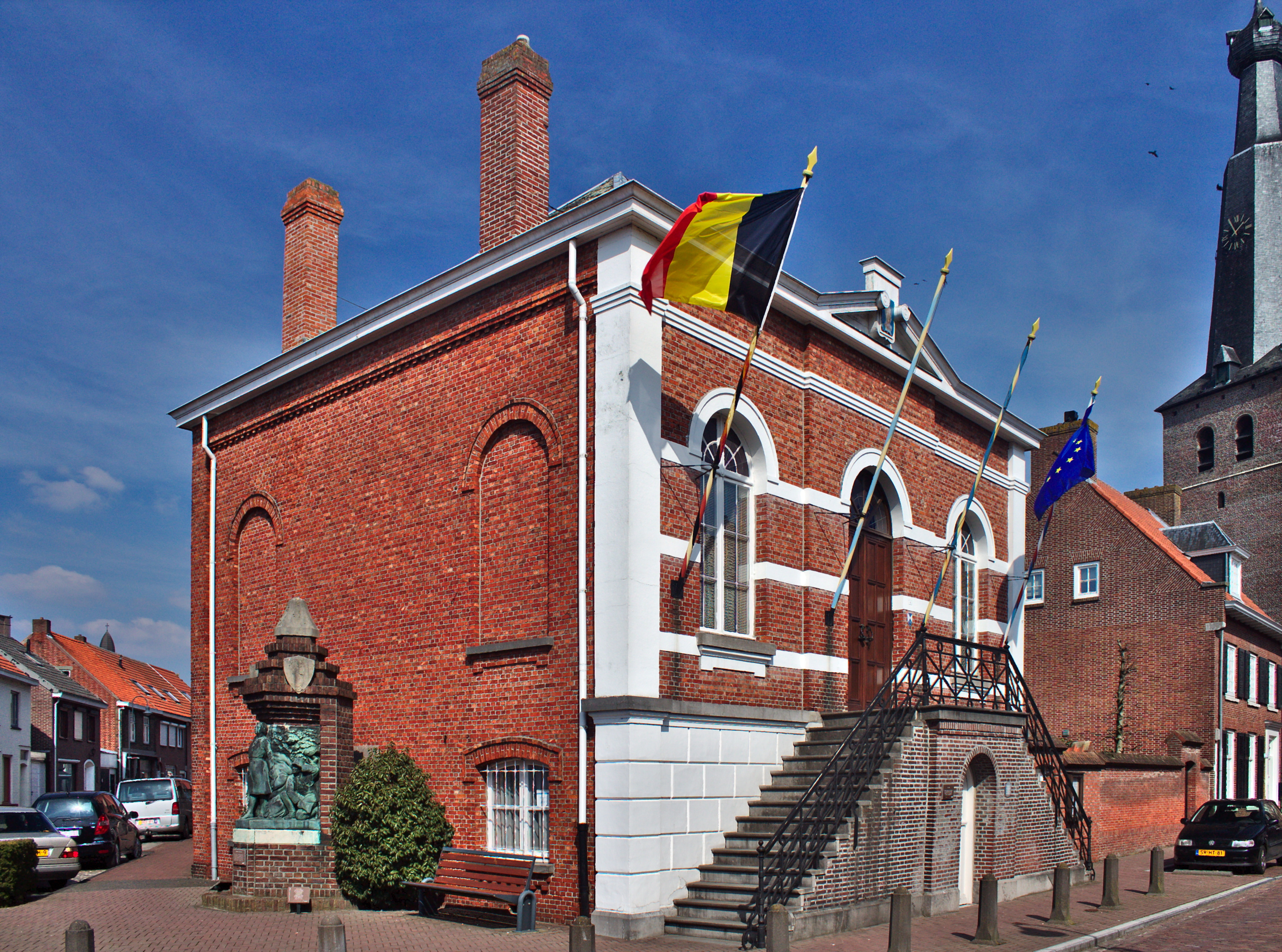
Altes Rathaus Baarle-Hertog
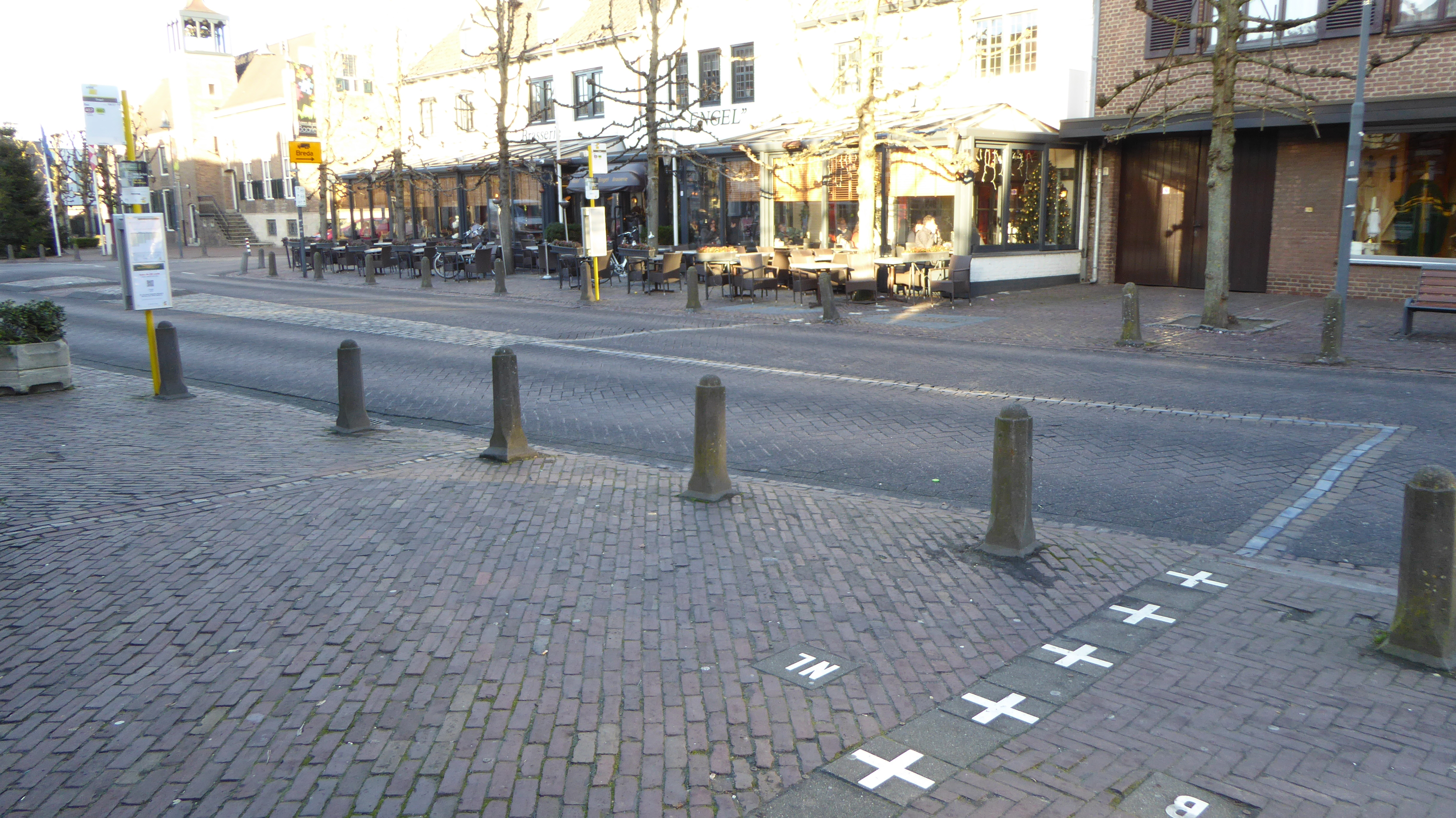
Grenzverlauf zwischen Baarle-Nassau und Baarle-Hertog auf der Straße Singel